# Møbelgruppen af 1983
Møbelgruppen af 1983 - en sammenslutning i 1983-1993 af arkitekter der arbejdede med møbler, hvis formål var at præsentere nyt møbeldesign på de årlige møbelmesser i København, Herning samt supplerende offentlige udstillinger i ind- og udland.

## Udstillinger (udvalg)
1990 Galerie Binnen, Amsterdam, Holland
1990 Møbeludstilling i bunker, Fælledparken, København, Danmark
1991 Dansk Arkitektur Center, Gammel Dok, Christianshavn, København, Danmark
1992 New Scandinavian Furniture Fair, København, Danmark
1992 Stormagasinet Illum, København, Danmark
1992 International Furniture Fair, Herning, Danmark
1993 10 års jubilæum Møbelgruppen, Den Frie Udstillingsbygning, København, Danmark

## Deltager
Ole Akhøj (1993) fotograf for Møbelgruppen siden 1983
Per Holland Bastrup (1989, 90, 91, 92, 93)
Søren Berg (1990)
Peter Bottos (1990, 92, 93)
Kim Brun (1989)
Poul Michal Carlsen (1992)
Tina Christensen (1991)
Hans Jørgen Christiansen (1991, 92, 93)
Erling Christoffersen (1984) medstifter af Møbelgruppen siden 1983
Peter Dam (1989, 90, 91, 93)
Holger Drews (1991, 92, 93)
Thomas Esbo (1992)
Søren X. Frahm (1992)
Lis Gammelholm (1993)
Marie Louise Gottlieb (1989, 90, 93)
Hans Jørgen Grundtvig (1993)
Kristen Gudmundsson (1990, 91, 92, 93)
Leif Hagerup (1993)
Keld Bruun Hansen (1990)
Gorm Harkær (1989, 90, 91, 92, 93)
Lars Holm (1991, 92)
Tyge Axel Holm (1991, 92, 93)
Ede Frank Ruszkai (1989)
Troels Grum-Schwensen (1991)
Flemming Steen Jensen (1989)
Jørgen Kiilerich (1989, 90, 93)
Kristian Kjær (1991)
Jan Borg Knudsen (1991, 92, 93)
Claus Knudsen (1992, 93)
Morten Linde (1993)
Herve Lognonne (1992)
Jan Nibe (1989, 90, 92)
Elis Nielsen (1989, 90, 91, 92, 93)
Hafsteinn Oskarsson (1990, 91, 92, 93)
Poul Seest Pedersen (1990)
Poul Petersen (1991, 92)
Søren Ulrik Petersen (1993)
Karsten Brandt Rasmussen (1992, 93)
Henrik Reimann (1990)
Morten Røjel (1991, 92, 93)
Rein Rubenkamp (1989, 90, 91, 92, 93)
Troels Grum-Schwensen (1991)
Ulla Skou (1989, 90, 92, 93)
Torben Skov (1989, 90, 91)
Cornelius Solbach (1989)
Lasse Sommer (1993)
Henrik Tengler (1989, 90, 91, 92, 93)
Mogens Toft (1989, 90, 91)
Ayoe Vallentin (1991)
Christian Woetmann (1989, 90, 91, 92, 93)
Nils-Ole Zib (1989, 90, 91, 92, 93)

## Udgivelser
1989 Katalog Møbelgruppen Grafodan offset, Forord: Gorm Harkær, Fons Kooymans, Danmark
1989 DMI Bladet, Dansk Møbel Industri, nr. 6., Møbelgruppen Furniture Fair Herning, særtryk, Danmark
1990 Møbelgruppen, Tidsskrift Danske Møbler, nr. 6, august, s. 16, Danmark
1990 Katalog Møbelgruppen Skandia-Grafik, Forord: Jørgen Gammelgaard, Anne Birgitte Landholt, Danmark
1991 Berlingske Tidende, artikel i boligen, Møbelgruppen af 83 udstiller forf. Ove Christensen, fotos Morten Juhl Nye møbler i Gammel Dok  Arkitektcentret Gl. Dok, 22. maj, Danmark
1991 Møbelgruppen, Tidsskrift Danske Møbler, nr. 6, august, Danmark
1991 Katalog Møbelgruppen Set-off tryk, Forord: Per Mollerup, Torben Skov, Danmark
1992 Katalog Møbelgruppen, Sangil Bogtryk, ISSN 0906-8813
1993 Katalog Møbelgruppens 10 års jubilæum, Forord: Per Mollerup, Christian Woetmann, Danmark
1993 ØbroAvis, Jubilæumsudstilling Kan man stole på det Møbelgruppen udstiller på den Frie, juni, forf. Tine M. Beyer, Danmark